# Супербоул XXIX
Супербоул XXIX (англ. Super Bowl XXIX) — 29 решающая игра НФЛ. Противостояние Сан-Диего Чарджерс от Американской Футбольной Конференции и Сан-Франциско Форти Найнерс от Национальной Футбольной Конференции. 29 января 1995 года Сан-Франциско победил в присутствии 74 107 человек со счётом 49-26.

## Трансляция
В США игру транслировал ABC. Это был последний супербоул который официально транслировали как Понедельник Ночь Футбола или «Футбол Ночи Понедельника».
Все последующие супербоулы будут транслировать как Super Bowl Sunday (Воскресенье Супербоула) или ESPN Sunday Night Football NBC Sunday Night Football (Воскресенье Ночь Футбола).

## Ход матча
ПЕРВАЯ ПОЛОВИНА
Уже на второй минуте игры Сан-Франциско оформляет 44-ярдовый тачдаун. Через 5 минут «Форти Найнерс» забивают 51-ярдовый тачдаун. В конце первой четверти Сан-Диего делает тачдаун. В начале второй четверти третий тачдаун сделали Сан-Франциско. За четыре минуты до конца второй четверти очередной тачдаун от Сан-Франциско делает счет 28-7 в пользу «Форти Найнерс». Сан-Диего смогли сделать филд гол до перерыва.
ВТОРАЯ ПОЛОВИНА
Вторая половина начинается с двух тачдаунов Сан-Франциско. Однако после второго тачдауна, Сан-Франциско, пробили кик-офф который Сан-Диего смог возвратить в тачдаун на 98 ярдов. 2-х очковая игра удалась. Вскоре (в четвёртой четверти) Сан-Франциско, тачдауном, делает счет 49-18. Уже в конце матча Сан-Диего оформили свой третий тачдаун. Двух очковая попытка удачна. Удар в сторону не закончился удачно и время истекло. Квотербек Сан-Франциско сделал 6 тачдаунов в игре.
Супербоул XXIX: Сан-Франциско Форти Найнерс 49, Сан-Диего Чарджерс 26
|                     | 1  | 2  | 3  | 4 | Всего |
| ------------------- | -- | -- | -- | - | ----- |
| Чарджерс (АФК)      | 7  | 3  | 8  | 8 | 26    |
| Форти Найнерс (НФК) | 14 | 14 | 14 | 7 | 49    |

на стадионе Джо Робби, Майами, Флорида
- Дата : 29 января 1995 г.
- Время игры : 6:21 вечера EST
- Погода в игре : 24 ° C (76), облачно

SD-Сан-Диего, SF-Сан-Франциско, ЭП-Экстрапоинт
■ Первая четверть:
- 13:36-SF-44-ярдовый тачдаун+ЭП, Сан-Франциско повел 7-0
- 10:05-SF-51-ярдовый тачдаун+ЭП, Сан-Франциско ведёт 14-0
- 2:24-SD-1-ярдовый тачдаун+ЭП, Сан-Франциско ведёт 14-7

■ Вторая четверть:
- 13:02-SF-5-ярдовый тачдаун+ЭП, Сан-Франциско ведёт 21-7
- 4:44-SF-8-ярдовый тачдаун+ЭП, Сан-Франциско ведёт 28-7
- 1:44-SD-31-ярдовый филд гол, Сан-Франциско ведёт 28-10

■ Третья четверть:
- 9:35-SF-9-ярдовый тачдаун+ЭП, Сан-Франциско ведёт 35-10
- 3:18-SF-15-ярдовый тачдаун+ЭП, Сан-Франциско ведёт 42-10
- 3:01-SD-98-ярдовый возврат в тачдаун(после кик-оффа)+2-х очковая попытка удачна, Сан-Франциско ведёт 42-18

■ Четвёртая четверть:
- 14:39-SF-7-ярдовый тачдаун+ЭП, Сан-Франциско ведёт 49-18
- 2:25-SD-30-ярдовый тачдаун+2-х очковая попытка удачна, Сан-Франциско ведёт 49-26